# Malcolm Shepherd
Malcolm Newton Shepherd, 2. baron Shepherd (ur. 27 września 1918 w Blackburn, zm. 5 kwietnia 2001 w Lanzarote) – brytyjski arystokrata i polityk, syn George'a Shepherda, 1. barona Shepherd. Członek Partii Pracy, minister w rządach Harolda Wilsona i Jamesa Callaghana.

## Życiorys
Wykształcenie odebrał we Friends' School w Saffron Walden w hrabstwie Essex. Podczas II wojny światowej walczył w Afryce Północnej i we Włoszech w szeregach Royal Army Service Crops. Dosłużył się stopnia kapitana. W 1941 poślubił Allison Redmond. Miał z nią dwóch synów (m.in. Graeme, 3. barona Shepherd).
Po śmierci ojca w 1954 odziedziczył tytuł 2. barona Shepherd i zasiadł w Izbie Lordów. W 1960 został zastępcą głównego whipa Opozycji w Izbie Lordów, a w 1963 głównym whipem. Po wyborczym sukcesie laburzystów w 1964 Shepherd został głównym whipem rządowym oraz kapitanem Gentlemen-at-Arms. W 1967 otrzymał stanowisko ministra stanu w Foreign Office. W latach 1974–1976 był Lordem Tajnej Pieczęci i przewodniczącym Izby Lordów.
W 1999 otrzymał dożywotni tytuł parowski barona Shepherd of Spalding, dzięki czemu mógł pozostać w Izbie Lordów po jej reformie dokonanej przez rząd Tony’ego Blaira. Zmarł w 2001.